# Serezza
La Serezza, o Auseressa nei documenti altomedievali, era un corso d'acqua naturale che univa il Lago di Bientina con l'Arno. Il suo corso iniziava dal padule del lago (la zona meridionale dello specchio d'acqua, caratterizzata da acque basse e ambiente palustre) e terminava in Arno, all'altezza di Vicopisano.
Con la deviazione del fiume effettuata a partire dal 1560 anche la Serezza vide il suo corso modificato.

## Storia
Citata nelle fonti altomedievali come Auseressa, svolse almeno dal X secolo la sua funzione di emissario del lago, assieme a un altro fiumiciattolo, il Cilecchio. Il corso d'acqua al XVI secolo, lungo circa 5 km e dal corso arcuato, confluiva in Arno nei pressi di Vicopisano e consentiva il collegamento e la navigazione tra l'Arno e il lago, ricoprendo quindi un'importantissima funzione di collegamento fluviale tra il Pisano e la Lucchesia.
Nel 1560 Cosimo I de' Medici giunse a un accordo con la Repubblica di Lucca, e concesse i terreni ove poter scavare ex novo (con denari e maestranze lucchesi) un canale rettilineo detto Serezza Nova parallelo alla Serezza, ma più discosto dai colli circostanti la pianura tra Vicopisano e Bientina. Questo nuovo canale aveva lo scopo di ottenere un più rapido scolo delle acque del lago in Arno e andò a sostituire la Serezza che ottenne perciò la denominazione di Serezza Vecchia. Inizialmente il canale sfociava in Arno a Vicopisano, ma col successivo allontanamento del fiume dal paese, esso fu prolungato fino alla Loc. Riparotti utilizzando l'antica ansa dell'Arno e dotato (1583) di chiuse ancor'oggi esistenti, seppur trasformate in abitazioni civili.
Così il Bongi nella sua Introduzione all'Archivio di Stato di Lucca (1872-1888):
Nel 1655 in seguito alle peggiorate prestazioni del nuovo canale e nel tentativo di limitare le esondazioni lacustri nelle stagioni piovose, fu nuovamente scavato e approfondito il naturale percorso pedemontano della Serezza, che ottenne perciò la "nuova" denominazione di "Serezza Nuova" mentre il canale artificiale cinquecentesco fu parzialmente chiuso e divenne "Serezza Vecchia".
Un nuovo intervento fu poi portato a compimento in epoca lorenese a metà del 1700, quando nuovamente si intervenne sul canale artificiale mediceo. Il nuovo corso d'acqua fu detto, in onore di Francesco Stefano di Lorena, Granduca di Toscana e Imperatore del Sacro Romano Impero, Canale Imperiale; per un lungo tratto (da Cascine di Buti a Vicopisano) altri non era che la Serezza Nova cinquecentesca, ma ebbe uno sbocco autonomo in Arno e quindi non utilizzò più le vecchie cateratte di Riparotti, ma un nuovo maestoso edificio costruito a poche decine di metri dal vecchio manufatto, le Cateratte Ximeniane, ancora visibili sempre in Loc. Riparotti. Questo edificio idraulico aveva un "gemello" più grande posto alla presa del canale sul Lago di Bientina, edificio che venne però distrutto dai lavori per la costruzione della Botte.
Attualmente la Serezza svolge ancora il suo ruolo di scolo della pianura a Nord di Vicopisano, convogliando le acque nel Canale Imperiale.